# François Dubé
Ne doit pas être confondu avec François Dubet.
François Dubé est né à Ottawa en Ontario. Il habite à Gatineau, au Québec. Il est pianiste professionnel depuis plus de 35 ans. À partir de 1980, il a été pendant plus de trois décennies le pianiste attitré de la chanteuse Renée Claude,. 
Elle fait avec lui des albums hommage, et plusieurs tournées. Le premier sera consacré à Clémence DesRochers, en 1982 (« Moi, c'est Clémence que j'aime le mieux », Disques Pro-Culture, Réédition CD en 2002 : Disques Transit). Le second, en 1983, à Georges Brassens («Renée Claude chante Georges Brassens», Disques GMD). Il sera suivi d'un second album, « J'ai rendez-vous avec vous - Renée Claude chante Georges Brassens », Disques Transit. Et en 1994, un album à Léo Ferré: « On a marché sur l'amour : Renée Claude chante Léo Ferré ».
De 1979 à 1987, il a également assuré la direction musicale du Festival de la chanson internationale de Granby. 